# Guaimar IV de Salern
Guaimar IV (1013 – 2 de juny de 1052 EC) va ser un príncep llombard de Salern des de 1027 i de Càpua des del 1038, i duc d'Amalfi des del 1039. Per poc temps, entre 1040 i 1041, fou també duc de Gaeta.
Guaimar en va ser príncep durant un període de canvi en el Mezzogiorno. Quan va succeir el seu pare, Guaimar III, els romans d'Orient havien acabat una gran campanya contra els llombards i els moros, recuperant molta terra del seu Catepanat d'Itàlia. Quan Guaimar va ser assassinat, els normands estaven controlant l'Apúlia expulsant als romans d'Orient definitivament d'Itàlia.